# Asociación de Archiveros Franceses

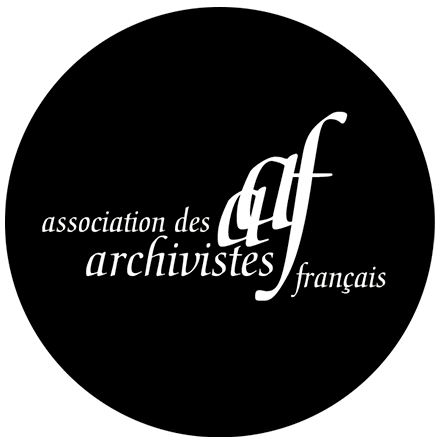
Logotipo de la Asociación de Archiveros Franceses.

La Asociación de Archiveros Franceses (AAF), en francés, Association des archivistes français) es una organización que agrupa a archiveros vinculados al sector público y privado de Francia. Fue creada en 1904 con el nombre de Association amicale professionnelle des archivistes français (Asociación Profesional Amiga de Archiveros Franceses).

## Contexto histórico
La asociación agrupa desde hace tiempo únicamente a los conservadores de los Archivos Nacionales y a los directores de los Archivos Departamentales, todos formados en la Ecole Nationale des Chartes y a todos los funcionarios estatales, cuyos intereses materiales intentaba defender ante la administración. Estuvo estrechamente vinculado a la Dirección de Archivos de Francia, hasta el punto de convertirse, en un momento determinado, en una especie de relevo no oficial.
Sólo en la década de 1970 se abrió la gama de servicios de archivo representados con la afiliación masiva de archiveros municipales y luego archiveros de organizaciones de derecho privado como empresas, sindicatos o fundaciones.
Desde el 23 de junio de 1969, la asociación tomó el título de Asociación de Archiveros Franceses.

## Objetivos
Al mismo tiempo, se ha fijado objetivos más ambiciosos que simplemente informar a sus miembros: 
- intervención en todos los debates públicos sobre archivos, formación continua del personal de los servicios de archivo,
- cooperación con profesiones vecinas,
- promoción de la profesión de archivero ante las autoridades públicas y la sociedad.

Actualmente cuenta con más de 1900 adhérents, individuel ou service, de los cuales aproximadamente dos tercios trabajan en el sector público y un tercio en el sector privado.

## Organización
Los primeros estatutos, adoptados durante la segunda asamblea general en 1905, establecían un cargo compuesto por un presidente, un vicepresidente, un secretario y un tesorero. Son nombrados por 3 ans renovables, a excepción del presidente que sólo puede cumplir un mandato.
La junta directiva fue creada en 1929, los administradores son elegidos por los socios en la Asamblea General. Está formado por 6 personnes, incluidos los miembros de la oficina que siempre son 4.
En 1969, la asociación cambió de nombre y también de estatutos. La composición de la oficina permanece sin cambios pero el número de administradores aumenta de 6 a 12. La duración del mandato sigue siendo de 3 años.  Diez años más tarde, el consejo de administración se incrementó a 15 personnes y el cargo podía complementarse con uno o más miembros.

### Presidentes
| Período | Período  | Nombre                           | Procedencia                                                                         |
| ------- | -------- | -------------------------------- | ----------------------------------------------------------------------------------- |
| 1904    | 1908     | Auguste Prudhomme                | Archivero en los Archivos departamentales de Isère                                  |
| 1908    | 1912     | Henri Stein                      | Archivero en los Archivos Nacionales de Francia                                     |
| 1912    | 1919     | André Lesort                     | Archivero en los Archivos departamentales de Sena y Oise                            |
| 1919    | 1921     | Max Bruchet                      | Archivero en los Archivos departamentales del Norte                                 |
| 1921    | 1925     | Ferdinand Claudon                | Archivero en los Archivos departamentales de la Côte-d'Or                           |
| 1925    | 1928     | Charles Schmidt                  | Archivero en los Archivos Nacionales de Francia                                     |
| 1928    | 1931     | Léonce Celier                    | Archivero en los Archivos Nacionales de Francia                                     |
| 1931    | 1934     | Paul Le Cacheux                  | Archivero en los Archivos departamentales de Sena Inferior                          |
| 1934    | 1937     | Pierre Caron                     | Archivero en los Archivos Nacionales de Francia                                     |
| 1937    | 1944     | Henri Lemoine                    | Archivero en los Archivos departamentales de Sena y Oise                            |
| 1944    | 1944     | Georges Bourgin                  | Archivero en los Archivos Nacionales de Francia                                     |
| 1946    | 1949     | Henri Waquet                     | Archivero en los Archivos departamentales de Finisterre                             |
| 1949    | 1952     | Guy Duboscq                      | Adjunto al director de los Archives de France                                       |
| 1952    | 1955     | Pierre Pietresson de Saint-Aubin | Archivero en los Archivos departamentales del Norte                                 |
| 1955    | 1958     | Carlo Laroche                    | Archivero en el Ministerio de la Francia de Ultramar                                |
| 1958    | 1961     | Jacques Monicat                  | Archivero en los Archivos Nacionales de Francia                                     |
| 1961    | 1964     | Robert Avezou                    | Archivero en los Archivos departamentales de Isère                                  |
| 1964    | 1967     | François Dousset                 | Adjunto al director de los Archives de France                                       |
| 1967    | 1970     | Odon de Saint-Blanquat           | Archivero en los archives municipales de Toulouse                                   |
| 1970    | 1971     | René Gandilhon                   | Archivero en los Archivos departamentales del Marne                                 |
| 1971    | 1973     | Françoise Poirier-Coutansais     | Archivero en los Archivos departamentales de Maine y Loira                          |
| 1973    | 1976     | Étienne Taillemite               | Archivero en los Archivos Nacionales de Francia                                     |
| 1976    | 1979     | Gildas Bernard                   | Archivero en los Archivos departamentales de Calvados                               |
| 1979    | 1982     | Henri Charnier                   | Archivero en los Archivos departamentales de Loiret                                 |
| 1982    | 1985     | Gérard Ermisse                   | Archivero en los Archivos departamentales de Sena y Marne                           |
| 1985    | 1989     | Rosine Cleyet-Michaud            | Archivero en los Archivos departamentales de los Alpes Marítimos                    |
| 1989    | 1991     | Michel Maréchal                  | Archivero en los Archivos departamentales del Allier                                |
| 1992    | 1994     | Jean-Luc Eichenlaub              | Archivero en los Archivos departamentales de Alto Rin                               |
| 1995    | 1997     | Jean Le Pottier                  | Archivero en los Archivos departamentales del Hérault                               |
| 1998    | 2000     | Jacques Portevin                 | Director de los archivos del grupo Saint-Gobain                                     |
| 2001    | 2004     | Élisabeth Verry                  | Directora de los Archivos departamentales de Maine y Loira                          |
| 2004    | 2007     | Henri Zuber                      | Archivero en el Ministerio de Justicia y después en la SNCF                         |
| 2007    | 2010     | Christine Martínez               | Responsable de relaciones internacionales en la dirección de los Archivos de France |
| 2010    | 2013     | Xavier de La Selle               | Director del Rize                                                                   |
| 2013    | 2014     | Jean-Philippe Legois             | Responsable del servicio de Archivos y memoria de la ciudad de Sevran               |
| 2014    | 2016     | Katell Auguié                    | Responsable del servicio Gestión de la información de la ciudad de Orvault          |
| 2016    | 2019     | Pierre-Frédéric Brau             | Director de los Archivos departamentales del Yonne después del Puy-de-Dôme          |
| 2019    | 2022     | Céline Guyon                     | Cooperadora en el seno de Olkoa y maestra de conferencias asociada a la ENSSIB      |
| 2022    | en cours | Louis Faivre d’Arcier            | Director de los Archives municipales de Lyon                                        |

## Actividades

### Grupos regionales
Parte de las actividades de la Asociación se llevan a cabo dentro de grupos regionales: Aquitania, Borgoña y Franco Condado, Bretaña, Centro, Este (Gran Este), Lemosín y Poitou-Charentes, Mediodía-Pirineos, Norte-Paso de Calais y Picardía, País de la Loira, Provenza-Alpes-Costa Azul y Córcega (interregión).

### Publicaciones
La AAF cuenta con tres órganos de información :
- una revista trimestral, La Gazette des archives, que publica artículos sobre el archivo y las actas de congresos y jornadas de estudio organizadas por la asociación;[15]
- un boletín interno, Archivistes!;
- un sitio web.

La AAF también publica periódicamente trabajos de reflexión y práctica profesional.
Los archivos de la asociación se conservan en los Archivos Nacionales con la referencia 110 AS.

### Formación
La Asociación de Archiveros Franceses detenta competencias para organiza cursos de formación profesionales relacionados con la actividad archivera y de gestión documental de archivos.